# SteamWorld Dig
SteamWorld Dig — приключенческий платформер-метроидвания, разработанный и изданный шведской компанией Image & Form Games в 2013 году. Действие игры разворачивается в вымышленном Паровом мире, населённом человекоподобными роботами и разделённом на поверхность и подземелье. Сюжет повествует о роботе на паровой тяге по имени Расти, который получает в наследство от дяди заброшенную шахту, находящуюся в небольшом городке Тумблтон. По ходу игры персонаж будет добывать минералы, драгоценные камни и артефакты, покупать механические протезы и улучшения, и уничтожать вражеских монстров, дабы продвинуться вглубь подземелья. В 2015 году вышло ответвление игры под названием SteamWorld Quest, в 2017 году свет увидело прямое продолжение игры, SteamWorld Dig 2, а в 2019 году вышло RPG-ответвление под названием SteamWorld Quest: Hand of Gilgamech.

## Игровой процесс
Геймплей во всём следует канонам классического платформера. Управление персонажем осуществляется с помощью клавиш передвижения, а также клавиш атаки, смены оружия и инструмента, и управления инвентарём. Первоначально Расти вооружён киркой, однако в дальнейшем он получает доступ к различным инструментам — начиная от дрели и заканчивая динамитом. Игрок может покупать и улучшать инструменты, восстанавливать персонажу здоровье и воду (аналог маны), восполнять уголь, служащий топливом для фонарей, приобретать телепорты и лестницы. При каждом новом заходе в шахту уровни генерируются случайным образом, в результате чего предметы и сокровища появляются в совершенно разных местах. Имеется функция самоуничтожения на случай, если игрок застрял и не может выбраться. Смерть персонажа карается денежным штрафом и дропом всех имеющихся минералов, сам же персонаж возрождается на поверхности.

## Сюжет
Действие SteamWorld Dig разворачивается в постапокалиптическом мире, в котором основное население планеты составляют роботы на паровых двигателях, а немногочисленные люди вынуждены выживать под землёй. Главный герой, стимбот Расти, получает в наследство от своего дяди Джо шахту в городе Тамблтон. По дороге в город он попадает в обвал и проваливается в тоннель шахты, где находит тело Джо и забирает его кирку.
Расти начинает разрабатывать шахту и продавать руду роботу по имени Дороти. Вскоре Дороти рассказывает, что обнаружила в шахте пещеру. Спустившись в неё, Расти находит неизвестную технологию, работающую на электричестве, которая идеально подходит к его телу. Показав её жителям Таблтона, Расти узнаёт, что подобными технологиями пользовался его дядя, и по их подсказкам начинает находить другие технологии, копая всё глубже и глубже.
Докопав до дна Старого мира, Расти проваливается в огромный роботизированный бункер Вектрон, в котором он обнаруживает робота Вольтбота. Из разговора с ним Расти узнаёт, что его дядя не умер, а слился с Вольтботом, после чего заманил в шахту Расти и с помощью вектронских технологий подготовил к слиянию и его — таким образом Вольтбот планирует обрести достаточное могущество для захвата мира. Расти вступает с ним в бой, и благодаря обретённым технологиям одерживает над ним верх.
После спасения мира Расти бесследно исчезает, и Дороти отправляется на его поиски.

## Производство и релиз
Первоначально SteamWorld Dig была выпущена в Nintendo eShop для Nintendo 3DS в Европе, Австралии, США и Японии. 5 декабря 2013 года игра стала доступной для пользователей Microsoft Windows, Mac и Linux. В дальнейшем SteamWorld Dig была портирована для консолей PlayStation 4, PlayStation Vita, Wii U, Xbox One, Nintendo Switch и Stadia.

## Отзывы, награды и продажи
| Сводный рейтинг | Сводный рейтинг | Сводный рейтинг | Сводный рейтинг |
| Издание         | Оценка          | Оценка          | Оценка          |
| Издание         | 3DS             | PS4             | Wii U           |
| --------------- | --------------- | --------------- | --------------- |
| GameRankings    | 83,05 %         | 83,81 %         | 85,17 %         |

Игра получила хвалебные отзывы. Версии для Nintendo 3DS и Windows получили на Metacritic 82 и 76 баллов из 100. Веб-сайт Pocket Gamer, посвящённый играм для мобильных устройств, поставил игре 10 баллов из 10, заявив, что «SteamWorld Dig — это совершенно феноменальная видеоигра, в которой слой за слоем можно разглядеть замечательный геймплей». Порталу IGN понравилась игровая механика и завораживающая атмосфера подземного мира, в связи с чем игра получила 9,5 баллов из 10. Издание Nintendo World Report поставило игре 9 балла из 10, заявив: «SteamWorld Dig — это новая игра для Nintendo eShop и одна из лучших цифровых игр, доступных для 3D-консолей Nintendo». Издание Infendo оценило игру в 4 звезды из 5, назвав её «сильно затягивающей».
Игра была номинирована на премию IGN Black Beta Select Awards 2013 в четырёх категориях: «Лучшая оригинальная игра», «Лучшая инди-игра», «Лучшая портативная/мобильная игра» и «Игра года». Публицист Christian Nutt из интернет-издания Gamasutra назвал SteamWorld Dig одной из пяти лучших игр 2013 года. Британский портал Eurogamer включил игру в список 50 лучших игр по версии читателей сайта.
Летом 2018 года, благодаря уязвимости в защите Steam Web API, стало известно, что точное количество пользователей сервиса Steam, которые играли в игру хотя бы один раз, составляет 367 286 человек.

## Наследие
В 2015 году вышло ответвление игры под названием SteamWorld Quest, в 2017 году свет увидело прямое продолжение игры, SteamWorld Dig 2, а в 2019 году вышло RPG-ответвление под названием SteamWorld Quest: Hand of Gilgamech.
Сам робот Расти появится в качестве эпизодического игрового персонажа в грядущей игре Hex Heroes, разрабатываемой для Wii U.